# Thomas Northcote Toller
Thomas Northcote Toller (* 1. September 1844 in Kettering; † 2. März 1930 in Manchester) war der erste Professor für Englische Sprache an der Universität Manchester und als Herausgeber des von Joseph Bosworth begonnenen Wörterbuchs des Angelsächsischen ein wichtiger Lexikograph.

## Leben
Am Christ’s College in Cambridge begann Toller im Jahr 1862 ein Studium, das er zuerst als Bachelor of Arts (1866) und dann als Master of Arts (1869) abschloss. 1872 wurde er als Fellow am Christ’s College aufgenommen. Im gleichen Jahr nahm er eine Stelle als Lehrbeauftragter ("Assistant Lecturer") am Owens College in Manchester an, bei Adolphus Ward, dem dortigen Professor für Englisch und Geschichte. 1875 wurde er dort zum Dozenten ("Lecturer") für Englische Sprache ernannt. Im Jahr 1880 schließlich, im Jahr der Umwandlung des Owens College in eine Universität, wurde Toller dort Professor für Englische Sprache. Im Jahr 1903 trat er von seinem Lehrstuhl zurück und wurde emeritiert.

## Wörterbuch
Im Jahr 1878 ließ sich Toller auf eine Anfrage des Verlags "Clarendon Press" ein. Der Verlag hatte gefragt, ob er bereit wäre, das von Joseph Bosworth 1838 veröffentlichte, unvollständige Wörterbuch des Angelsächsischen zu überarbeiten. 1898 erschien Tollers überarbeitete Ausgabe, die 1921 um einen Band mit Nachträgen ergänzt wurde.

## Schriften (Auswahl)
- An Anglo-Saxon Dictionary. Based on the Manuscript Collections of the Late Joseph Bosworth. Oxford 1898
- An Anglo-Saxon Dictionary. Based on the Manuscript Collections of the Late Joseph Bosworth. Supplement. Oxford 1921
- Outlines of the History of the English Language. Cambridge 1900